# Мејета (Канзас)
Мејета (енгл. Mayetta) град је у америчкој савезној држави Канзас.

## Демографија
По попису из 2010. године број становника је 341, што је 29 (9,3%) становника више него 2000. године.
| Група             | 2000.       | 2010.       |
| Белци             | 252 (80,8%) | 277 (81,2%) |
| Афроамериканци    | 0 (0,0%)    | 5 (1,5%)    |
| Азијати           | 0 (0,0%)    | 0 (0,0%)    |
| Хиспаноамериканци | 3 (1,0%)    | 7 (2,1%)    |
| Укупно            | 312         | 341         |